# Dassel, Minnesota
Dassel är en ort i Meeker County i Minnesota. Vid 2020 års folkräkning hade Dassel 1 472 invånare.